# Alstroemeria bakeri
Alstroemeria bakeri este o specie de plante monocotiledonate din genul Alstroemeria, familia Alstroemeriaceae, descrisă de Ferdinand Albin Pax. Conform Catalogue of Life specia Alstroemeria bakeri nu are subspecii cunoscute.